# Leilani Sarelle
Leilani Sarelle est une actrice américaine, née le 28 septembre 1966 dans l’État de Californie (États-Unis).
Leilani Sarelle a fait carrière sous les noms Leilani Sarelle Ferrer, Leilani Ferrer, Leilani Sarell.

## Biographie
- Leilani Sarelle est née Leilani Sarelle Figalan.
- Elle s'est mariée en 1991 avec Miguel Ferrer (elle est donc l'ex-belle-fille de José Ferrer et de Rosemary Clooney et l'ex-belle-sœur de Rafael Ferrer ainsi que l'ex cousine par alliance de George Clooney), ils ont deux fils, Lukas et Rafael. Elle divorce en 2003.
- Elle s'est remariée avec Amal Guessous.

## Filmographie
- 1985 : Les Routes du paradis (TV, 1 épisode)
- 1986 : Les Enquêtes de Remington Steele (Remington Steele) (TV, 1 épisode)
- 1986 : The Deliberate Stranger de Marvin J. Chomsky (TV)
- 1986 : Neon Maniacs : Natalie
- 1989 : L'Enfer du devoir (Tour of duty - série TV, saison 3, 1 épisode) : Dollie
- 1989 : Shag (en) de Zelda Barron (en)
- 1989 : Vic Daniels, flic à Los Angeles (TV, 1 épisode) : la secrétaire
- 1989 : La Loi de Los Angeles (L.A. Law)(TV, 1 épisode) : Cheryl Flecksor
- 1990 : Dream On (TV, saison 1 dans l'épisode : C'est la faute au nouveau patron (Doing the Bossa Nova): Cindy
- 1990 : Jours de tonnerre (Days of thunder) : Officier sexy de Police
- 1992 : Little Sister de Jimmy Zeilinger : Catherine
- 1992 : Jusqu'à ce que la mort nous sépare (Till Death us do part, TV) : Gloria Keene
- 1992 : Basic Instinct de Paul Verhoeven : Roxy
- 1993 : Les Requins de la finance
- 1993 : The Harvest de David Marconi : Natalie Caldwell (au générique : Leilani Sarelle Ferrer)
- 1995 : Portrait dans la nuit (Sketch Artist II : Hands that see de Jack Schoster) (au générique : Leilani Ferrer) : Vicky Rosenthal
- 1995 : Crash (Breach of truth) de Charles Wilkinson : Madeline
- 2005 : Sleeper Cell (TV, 1 épisode)
- 2009 : The Unit : Commando d'élite : Pauline Charest (Épisode : Les dessous de la mariée ("Best Laid Plans"))
- 2010 : Mentalist : Giselle Dublin	(Épisode : Basses Vengeances ("Red Sky at Night"))
- 2012 : Glee : Mrs. Tennison (Épisode : Dans l'ombre de son frère / Le grand frère ("Big Brother"))
- 2012 : Femme Fatales : Veronica Flood (Épisode : Trophy Wife)